# Louis Marie Turreau
Louis Marie Turreau, francoski general in politik, * 4. julij 1756, Évreux, Normandija, † 10. december 1816, Conches, Eure.
Louis Marie Turreau je znan kot organizator gibanja Colonnes infernales v času Vendejske vstaje (1793-96), katerega člani so pobili več deset tisoč prebivalcev Vendeje in opustošili podeželje. Poveljeval je armadama "vzhodnih Pirenejev" in "Zahoda", vendar brez večjih vojaških dosežkov. V času prvega francoskega cesarstva je nadaljeval kariero na političnem področju in postal veleposlanik v Združenih državah, kasneje postal baron cesarstva. Bil je na seznamu prejemnikov križca sv. Ludvika, vendar umrl še preden se je lahko udeležil ceremonije. Njegovo ime je vgravirano na Slavoloku zmage v Parizu.
1. ↑  SNAC — 2010.
2. ↑  data.bnf.fr: platforma za odprte podatke — 2011.
3. ↑  Roglo — 1997.
4. ↑  Historische Lexikon der Schweiz, Dictionnaire historique de la Suisse, Dizionario storico della Svizzera — Bern: 1998.